# Lista de ascendentes
A lista de ascendentes ou de antepassados, é utilizada, em genealogia, para apresentar os antepassados de uma pessoa de forma mais compacta do que em uma árvores de costados.
Perante as inevitáveis lacunas que surgem em diversos passos de cada genealogia, pela escassez de fontes, muitos genealogistas preferem utilizar, mesmo nas suas pesquisas quotidianas, o sistema da uma lista numerada de antepassados, na qual o sujeito e os seus antepassados são apresentados pelo método de Sosa-Stradonitz.

## Vantagens e inconvenientes
Optar por uma lista de ascendentes, em vez de uma árvore de costados, tem o inconveniente de não permitir que se obtenha uma visão directa de conjunto, não permitindo assim que se visualizem as ligações de parentesco entre as gerações. Contudo, quem se dedica à genealogia, adquire facilmente o reflexo de encontrar o filho ou os pais de determinada pessoa. É fácil calcular de cabeça que o antepassado 733, por exemplo, é filha de 1466 e 1467 (733 x 2 = 1466; 1466 + 1 = 1467), mulher do 732 e mãe do 366 (733 - 1 = 732; 732 : 2 = 366).
A apresentação em lista traz algumas vantagens: perante um ou vários antepassados desconhecidos, o genealogista omite-os simplesmente da lista. Na geração dos sétimos avós, por exemplo, poderemos ter o casal 306-307 imediatamente seguido pelo casal 384-385.
Ainda, em virtude dos casamentos consanguíneos que em todas as famílias conduzem a que vários dos mesmos antepassados apareçam em diversos lugares da lista, se o casal 152-153, por exemplo, for o mesmo que o 194-195 e o 232-233, apresentam-se as suas informações completas nos números mais baixos, enquanto que nas repetições indica-se simplesmente 194 = 152, 195 = 153, 232 = 152 e 233 = 153.
Alguns autores, embora não seja um uso generalizado, abstêm-se então, neste caso, de continuar a listar os antepassados 388, 389, 390, 391, 464, 465, 466, 467 e os seus respectivos antepassados quando conhecidos, prosseguindo apenas a sequência da numeração mais baixa: 304, 305, 306, 307. Outros preferem listar todas as múltiplas aparições de cada antepassado em cada um dos seus respectivos lugares. É apenas uma opção pessoal.
É evidente que, nas genealogias reais, onde os casamentos consanguíneos são mais frequentes que entre as pessoas comuns (e para as quais se dispõe de fontes mais numerosas e antigas), referir cada antepassado em cada um dos lugares onde se repete tornar-se-ia enfadonho: D. Afonso Henriques, ou Luís IX de França, por exemplo, aparecem centenas de vezes na genealogia de qualquer Bragança, Bourbon ou Orléans actual. Nas genealogias das pessoas comuns, onde o implexo dos antepassados é menor, encontram-se frequentemente casais, ou pessoas, que aparecem duas, três, quatro ou uma dúzia de vezes.

## Apresentação

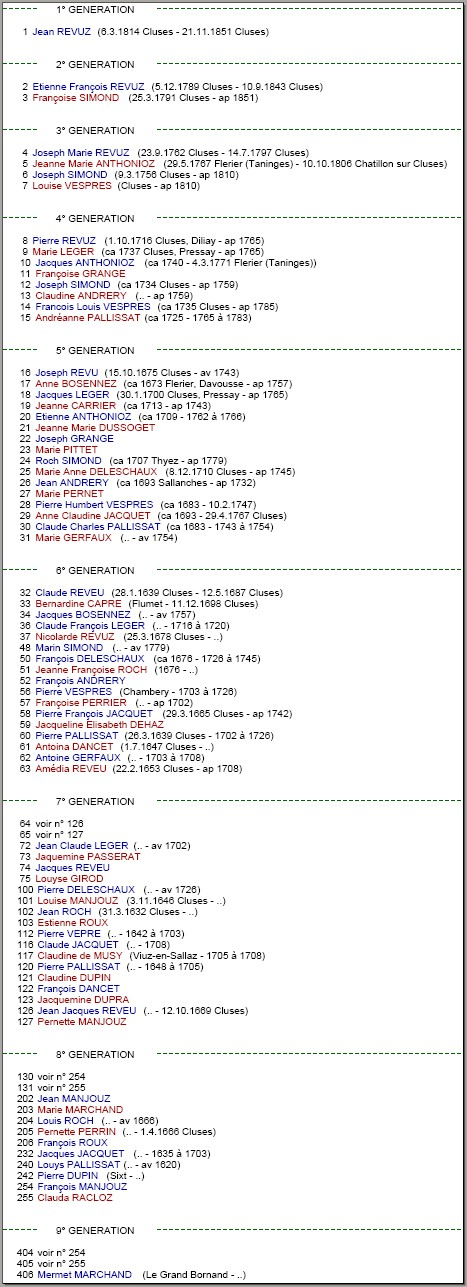
Exemplo de uma lista de ascendentes
(feita com o programa WinAncêtre)

A apresentação da lista de ascendentes pode ter algumas variantes:
- A lista simples:

1 - sujeito
2 - pai
3 - mãe
4 - avô paterno
5 - avó paterna
6 - avô materno
7 - avó materna
8 - pai de 4
9 - mãe de 4
10 - pai de 5
11 - mãe de 5
12 - pai de 6
13 - mãe de 6
14 - pai de 7
15 - mãe de 7
etc.
- A lista, com a identificação das gerações e espaços entre os casais, torna-se mais legível:

De cujus:
1 - sujeito
Pais:
2 - pai
3 - mãe
Avós:
4 - avô paterno
5 - avó paterna
6 - avô materno
7 - avó materna
Bisavós:
8 - pai de 4
9 - mãe de 4
10 - pai de 5
11 - mãe de 5
12 - pai de 6
13 - mãe de 6
14 - pai de 7
15 - mãe de 7
etc.

## Exemplos

### Exemplo I
Lista de ascendentes de D. Pedro I do Brasil, IV de Portugal:
De cujus:
1 - D. Pedro I, imperador do Brasil (1798-1834)
Pais:
2 - D. João VI, rei de Portugal (1767-1826)
3 - Carlota Joaquina de Bourbon, infanta de Espanha (1775-1830)
Avós:
4  - D. Pedro III, rei de Portugal (1717-1786)
5 - D. Maria I, rainha de Portugal (1734-1816)
6 - Carlos IV, rei de Espanha (1748-1819)
7 - Maria Luisa de Bourbon, princiesa de Parma (1751-1819)
Bisavós:
8 - D. João V, rei de Portugal (1689-1750)
9 - Maria Ana Josefa, arquiduquesa de Áustria (1683-1754)
10 - D. José I, rei de Portugal (1714-1777)
11 - Mariana Vitória de Bourbon, infanta de Espanha (1718-1781)
12 - Carlos III, rei de Espanha (1716-1788)
13 - Maria Amália, princesa de Saxe (1724-1760)
14 - Filipe I, duque de Parma (1720-1765)
15 - Luísa Isabel de Bourbon, princesa de França (1727-1759)
Trisavós:
16 - D. Pedro II, rei de Portugal (1648-1706)
17 - Maria Sofia Isabel, condessa palatina de Neuburgo (1666-1699)
18 - Leopoldo I, arquiduque da Áustria, imperador do Sacro Império Romano-Germânico (1640-1705)
19 - Leonor Madalena, condessa palatina de Neuburgo (1655-1720)
20 - ( = nº 8 )
21 - ( = nº 9 )
22 - Filipe V, rei de Espanha (1683-1746)
23 - Isabel Farnese, princesa de Parma (1692-1766)
24 - ( = nº 22 )
25 - ( = nº 23 )
26 - Frederico Augusto II, eleitor de Saxe, rei da Polónia (1696-1763)
27 - Maria Josefa de Habsurgo, arquiduquesa de Áustria (1699-1757)
28 - ( = nº 22 )
29 - ( = nº 23 )
30 - Luis XV, rei de França (1710-1774)
31 - Maria Leszczynska, princesa da Polónia (1703-1768)
Tetravós:
32 - D. João IV, rei de Portugal (1604-1656)
etc.
- Nota: Podemos verificar que os números 8 e 9 são as mesmas pessoas que os 20 e 21, assim como o casal 22-23 é também o 24-25 e o 28-29. Se continuarmos a lista, os antepassados destes repetem-se, além de muitos outros novos casos de implexo.

Todas as genealogias, recuando mais ou menos no tempo, têm um implexo da ascendência.

### Exemplo II
Lista de ascendentes de Pedro Maria Dantas Pereira
De cujus:
1 - Pedro Maria Dantas Pereira, jornalista e escritor (1826-1905)
Pais:
2 - José Maria Dantas Pereira, oficial da armada, professor, etc. (1772-1836)
3 - Maria Eugénia da Cunha Pessoa
Avós:
4  - Vitorino António Dantas Pereira, oficial do corpo de engenheiros
5 - N.
6 - José Martins da Cunha Pessoa, lavrador e proprietário (1745-1822)
7 - Antónia Maria Rosa Barroso
Bisavós:
12 - António Martins da Cunha Pessoa
13 - Joana Maria
14 - Faustino José de Sousa
15 - Maria Eugénia da Conceição Barroso
Trisavós:
24 - José da Cunha Pessoa
25 - N.
- Nota: Com o método de Sosa-Stradonitz, cada antepassado, mesmo que ainda desconhecido, tem o seu número atribuído e o seu lugar definido na lista, que ficará vago enquanto não forem descobertos mais elementos.